# Summerjam
Summerjam és un festival de música reggae alemany. Té lloc anualment al mes de juliol al Fühlinger See, un llac situat a la ciutat de Colònia. L'esdeveniment acostuma a atraure un públic d'entre 25.000 i 30.000 persones.
De 1985 a 1993 el Summerjam va tenir lloc al Lorelei, els anys 1994 i 1995 a l'aeroport de Wildenrath i des de 1996 a la seva ubicació actual a Colònia. Al llarg de la història del festival, hi han actuat nombrosos grups i artistes de reggae destacats com ara Black Uhuru, Jimmy Cliff, Steel Pulse, Culture, Israel Vibration, Lee Perry, Sean Paul, Groundation, Alpha Blondy, Ziggy Marley, Damian Marley, Toots and the Maytals i Busy Signal.